# Ulica Szczęśliwicka w Warszawie

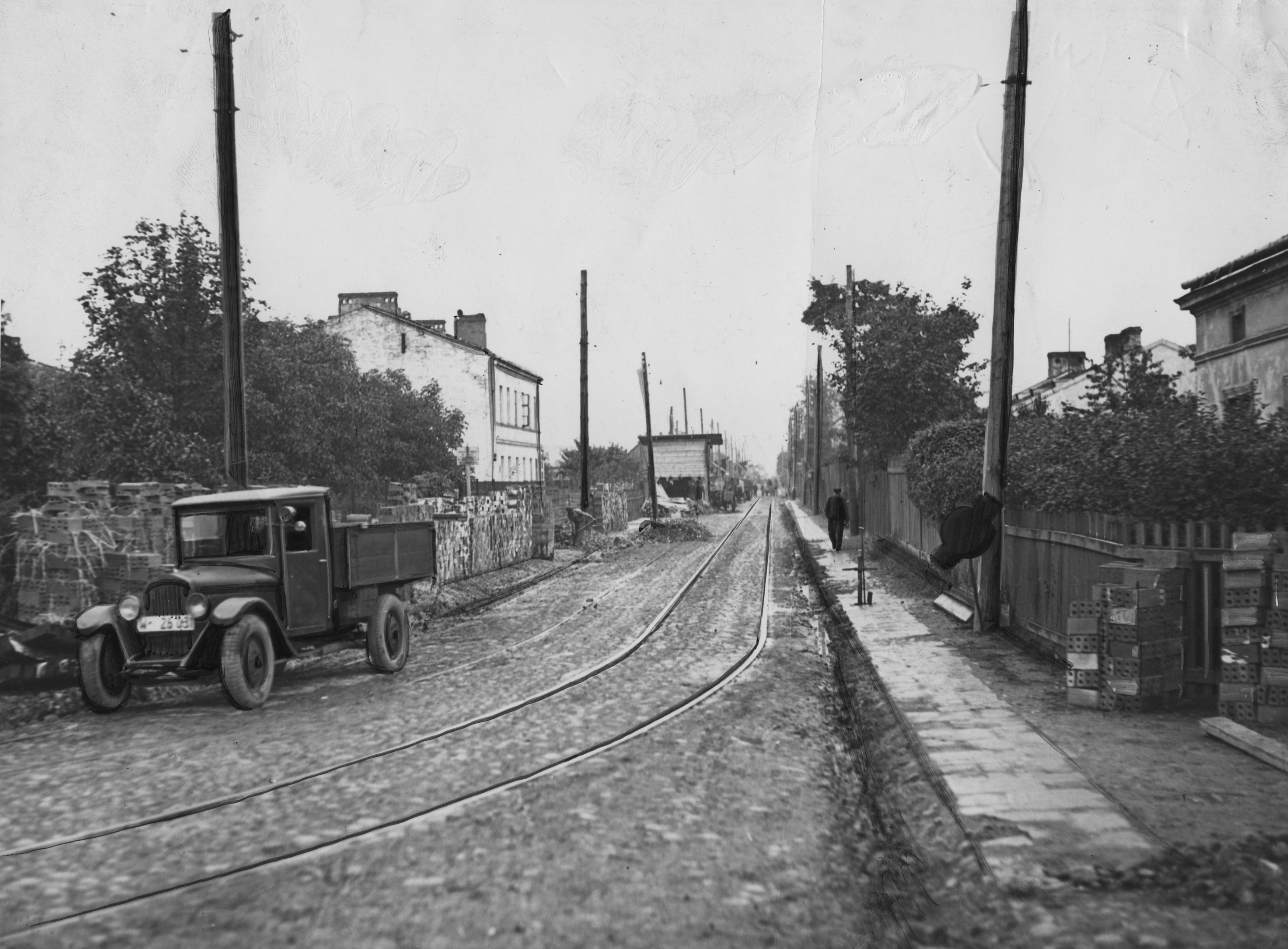
Ulica Szczęśliwicka w 1935 roku

Ulica Szczęśliwicka – ulica w dzielnicy Ochota w Warszawie.

## Historia
Pierwotnie był to odcinek drogi od rogatek Wolskich przez Czyste i Szczęśliwice do Opaczy Wielkiej. Nazwa ulicy, nadana na przełomie XIX i XX w., pochodzi od nazwy wsi Szczęśliwice. Została uregulowana w czasach Królestwa Polskiego. W 1845 została oddzielona od ulicy Przyokopowej torami kolei warszawsko-wiedeńskiej.
W XIX wieku była jedną z głównych dróg wsi Czyste. Później stała się częścią przedmieścia Ochota. Pod koniec XIX wieku została zabudowana. Budynki w okolicy ulicy Niemcewicza powstały na początku XX wieku. Wzdłuż ulicy zamieszkiwali głównie robotnicy. Zabudowę stanowiły drewniane domy i kilka małych kamienic. Była to wąska ulica, brukowana kamieniem polnym, nieposiadająca oświetlenia. Ponieważ budynki nie miały kanalizacji, wzdłuż niej rynsztokami płynęły ścieki.
W 1916 ulica wraz z Ochotą została włączona do Warszawy.
W 1927 wzdłuż ulicy poprowadzono tory Elektrycznych Kolei Dojazdowych (EKD, obecnie Warszawska Kolej Dojazdowa), ze stacjami Warszawa Zachodnia EKD, Warszawa Szczęśliwicka i Warszawa Opaczewska. Tory zlikwidowano w latach 70. Później położono nowe zlokalizowane na północ od zlikwidowanych. Przed II wojną światową w okolicy ulicy Opaczewskiej oraz pomiędzy ulicą Niemcewicza a Kopińską powstały nowe zabudowania. Wzdłuż środkowej części ulicy przeważały pola i tereny zielone.
Podczas obrony Warszawy we wrześniu 1939 roku ulicę na wysokości ulicy Opaczewskiej przegrodzono barykadą zbudowaną z dwóch wagonów EKD wypełnionych kamieniami; obok barykady wykopano rów  przeciwpancerny. Barykada i rów przeciwpancerny powstały również na wysokości ulicy Częstochowskiej.
W latach 50. XX wieku przy ulicy wybudowano kolejne domy mieszkalne. Zabudowano również jej stronę zachodnią, niezagospodarowaną przed wojną.
W 2009 zmieniono organizację ruchu na skrzyżowaniu z ul. Dickensa i ul. Drawską – zbudowane zostało rondo. W 2010 nadano mu nazwę Bohdana Pniewskiego.

## Ważniejsze obiekty
- Urząd Dozoru Technicznego (nr 34)
- Akademia Pedagogiki Specjalnej im. Marii Grzegorzewskiej (nr 40)
- Zespół Szkół nr 4 im. Eugeniusza Kwiatkowskiego: IX Liceum Profilowane, Technikum nr 10, Zasadnicza Szkoła Zawodowa nr 23, Technikum Uzupełniające nr 7, Technikum Uzupełniające nr 11 (nr 46)
- Zespół Szkół im. inż. Stanisława Wysockiego w Warszawie: Technikum nr 7 (d. „Kolejówka”) oraz Zespół Szkół Samochodowych i Licealnych Nr 1 (nr 56)
- Park Szczęśliwicki